# Empire! Empire! (I Was a Lonely Estate)
Empire! Empire! (I Was a Lonely Estate) war ein Musikprojekt des Ehepaars Keith und Cathy Latinen aus Fenton im Bundesstaat Michigan, welches zum neu aufgekommenen Emo-Revival gezählt wird.
Bei Konzerten und Tourneen wird das Duo von weiteren Musikern begleitet. So tourte Empire! Empire! (I Was a Lonely Estate) mit The World Is a Beautiful Place and I Am No Longer Afraid to Die durch Europa. Mit What It Takes To Move Forward aus dem Jahr 2009 und dem im August 2014 erschienenen You Will Eventually Be Forgotten brachte das Projekt zwei Alben über Count Your Lucky Stars Records heraus. Zudem zählen mehrere, EPs, 7″, Kompilationen und Split-Veröffentlichungen zu der Diskographie von Empire! Empire! (I Was a Lonely Estate).

## Diskografie
- When the Sea Became a Giant EP (2007)[3]
- Summer Tour EP ’09 (2009)
- Home After Three Months Away 7″ (2011)
- On Time Spent Waiting, or Placing the Weight of the World on the Shoulders of Those You Love the Most 7″ (2011)
- In Which the Choices We Didn’t Make Were Better Than the Ones That We Did (2013)

### 7″
- Year of the Rabbit 7″ (2008)[4]
- SXSW Promo 7″ (2011)
- Bramble Jam II Promo 7″ (2012)

### Split
- Empire! Empire! (I Was a Lonely Estate) / Football, Etc. Split (2009)
- Empire! Empire! (I Was a Lonely Estate) / Into It. Over It. Split (2010)
- Annabel/Empire! Empire! (I Was a Lonely Estate)/Joie De Vivre/The Reptilian. 4-Way Split 7 (2011)
- Empire! Empire! (I Was a Lonely Estate)/Mountains For Clouds/Two Knights/Driving On City Sidewalks. 4-Way Split 7 (2012)
- Empire! Empire! (I Was a Lonely Estate)/Arrows. Split 7 (2012)
- Empire! Empire! (I Was a Lonely Estate)/Rika. Split 7 (2012)
- Empire! Empire! (I Was a Lonely Estate)/Malegoat. Split (2013)
- Empire! Empire! (I Was a Lonely Estate)/Your Neighbour, the Liar/The Smithsonian. Split 7 (2013)
- Empire! Empire! (I Was a Lonely Estate)/Dikembe/The Hotel Year/Modern Baseball/Old Gray/Pentimento. (2013)

### Alben
- What It Takes To Move Forward LP (2009, über Count Your Lucky Stars Records)
- You Will Eventually Be Forgotten (2014, über Count Your Lucky Stars Records und Topshelf Records)

### Kompilationen
- Early Discography CS (2010)
- Middle Discography (2011)